# Lescuraea baileyi
Lescuraea baileyi là một loài Rêu trong họ Leskeaceae. Loài này được (Best & Grout) E. Lawton mô tả khoa học đầu tiên năm 1957.